# Jerzy Zwierkowski
Jerzy Anzelm Jarosław Zwierkowski (ur. 24 kwietnia 1873 w Drochlinie w dzisiejszym województwie śląskim, zm. 10 kwietnia 1932 w Casablance) – kontradmirał Marynarki Wojennej II Rzeczypospolitej, szef Biura Wojskowego Ligi Narodów w Warszawie i generalny pełnomocnik rządu do spraw Westerplatte. Podczas I wojny światowej dosłużył w siłach morskich Austro-Węgier do stopnia komandora porucznika na stanowisku dowódcy flotylli trałowców rzecznych. W Wojsku Polskim był także m.in. attaché wojskowym i morskim w Wielkiej Brytanii oraz zastępcą szefa Departamentu dla Spraw Morskich.

## Wykształcenie
Jerzy Anzelm Zwierkowski urodził się 24 kwietnia 1873 w majątku Drochlin, był synem Mścisława i Konstancji z domu Sucheckiej. Pochodził z rodziny ziemiańskiej. Uczęszczał do gimnazjów w Zurychu, następnie na politechnice w Zurychu i Wiedniu, a następnie kształcił się w Szkole Marynarki Handlowej w Trieście. Był również absolwentem prawa, które studiował w latach 1912–1914 na Uniwersytecie Fordham w Nowym Jorku. Posiadał znajomość języka angielskiego, francuskiego, niemieckiego, włoskiego i serbskiego.

## Służba wojskowa w Austro-Węgrzech
W 1893 ukończył  Szkołę Aspirantów Morskich w Poli i rozpoczął służbę w cesarskiej i królewskiej Marynarce Wojennej jako oficer-mechanik. Od 25 października 1897 był zaokrętowany na prowizorycznym okręcie wieżowym SMS Habsburg, od 4 maja 1898 na SMS "Prinz Eugen" – okręcie flagowym II Dywizjonu Okrętów, od 20 sierpnia na prowizorycznym okręcie wieżowym SMS "Kaiser Max", a od 10 listopada tego roku pełnił obowiązki oficera w Korpusie Marynarzy (niem. Matrosen-Corps).
Początkowo pływał na Oceanie Atlantyckim i Indyjskim w załogach okrętów różnych klas, m.in. na krążowniku lekkim „Novara” oraz pancernikach „Tegetthoff”, „Habsburg” i „Prinz Eugen”, a także okręcie wieżowym SMS Árpád (od 23 maja 1903). We wrześniu 1904 został skierowany na Oficerski Kurs Torpedowy. 31 grudnia 1905, po ukończeniu kursu, objął dowództwo łodzi torpedowej „XXVII”. 2 czerwca 1906 został dowódcą okrętu transportowego „Pola”, który wówczas znajdował się w I rezerwie. W grudniu tego roku został przeniesiony na okręt kazamatowy SMS "Erzherzog Albrecht", a w grudniu 1907 na kanonierkę torpedową SMS "Magnet". We wrześniu 1908 został dowódcą łodzi torpedowej SMS "Kigyo", a 9 stycznia 1909 objął dowództwo łodzi torpedowej SMS "Python".
Od 1906 był oficerem nawigatorem eskadry dużych okrętów nawodnych, z zaokrętowaniem na jednostkach „Huszar” i „Erzherzog Karl”. Pod koniec czynnej służby dowodził pełnomorskimi łodziami torpedowymi "Echse" (od września 1910) i "Kaiman" (od stycznia 1911). Z dniem 20 marca 1911 został urlopowany, a z dniem 1 maja 1912 przeniesiony w stan spoczynku.
Po wybuchu I wojny światowej otrzymał powołanie do służby czynnej i jako dowódca flotylli trałowców rzecznych kierował żeglugą na Wiśle. Niedługo potem objął funkcję dowódcy flotylli trałowej na Dunaju, a w 1917 wyznaczono go dowódcą flotylli jednostek przybrzeżnych w Trieście. Za akcję zaminowania, z własnej inicjatywy, wód Dolnego Dunaju za frontem rumuńskim w grudniu 1917 otrzymał Krzyż Rycerski Orderu Wojskowego Marii Teresy (promocja nr 180). Przez krótki czas w 1918 ponownie dowodził trałowcami na Dunaju i Morzu Czarnym, by pod koniec roku przejść w stan spoczynku i powrócić do Polski.
Podczas służby we flocie austro-węgierskiej awansował na kolejne stopnie wojskowe:
| - aspiranta – 1893 - kadeta marynarki II klasy – 18 marca 1895 - kadeta marynarki I klasy – 1897 - chorąży okrętu liniowego (Linienschiff Fähnrich) – 1 stycznia 1899 - porucznik okrętu liniowego 2 klasy (Linienschiffsleutnant 2. Klase) – 1 listopada 1906 (we wrześniu 1908 zajmował 11. lokatę wśród poruczników okrętów liniowych 2. klasy, a po przeprowadzonej w tym samym roku reformie stopni został sklasyfikowany jako porucznik okrętu liniowego ze 161. lokatą) - komandora podporucznika (Korvettenkapitän) – 1917 - komandora porucznika (Fregattenkapitän) – 1918 |

## Służba wojskowa w Polsce
Jeszcze w 1918 został przyjęty do Wojska Polskiego, zweryfikowany jako podpułkownik marynarki i wyznaczony do Biura Prac Kongresowych w Warszawie. 18 stycznia 1919 wyjechał do Paryża, gdzie pełnił funkcję rzeczoznawcy wojskowego i morskiego w Polskim Biurze Kongresowym, a od 1 sierpnia także delegata Wojska Polskiego przy Dowództwie Armii Sprzymierzonych. Doradzał Delegacji Polskiej na konferencję pokojową, w której działali m.in. pełnomocnik Ministerstwa Spraw Wojskowych, gen. por. Tadeusz Rozwadowski, ekspert wojskowy i morski gen. por. mar. Konstanty Biergiel i delegat Ministerstwa Spraw Wojskowych, gen. ppor. mar. Wacław Kłoczkowski.
Od 3 grudnia 1919 członek delegacji na konferencję pokojową w Wersalu, w 1920 pełnił obowiązki attaché wojskowego i morskiego w Wielkiej Brytanii. 16 marca 1920 został przeniesiony do rezerwy na własną prośbę. Jednak już 25 kwietnia wrócił do służby czynnej i 4 lipca otrzymał stanowisko szefa Sekcji Organizacyjnej w Departamencie dla Spraw Morskich w Warszawie. 13 lipca ponownie wyjechał do Paryża i wszedł w skład Komisji do Spraw Gdańska przy Delegacji Polskiej na Konferencję Ambasadorów, w ramach której, z upoważnienia przewodniczącego Józefa Wielowieyskiego, kierował podkomisją do spraw podziału majątku niemieckiego na terenie Wolnego Miasta Gdańska. W styczniu 1921 wyznaczono go zastępcą szefa Departamentu dla Spraw Morskich.
30 stycznia 1920 został zatwierdzony w stopniu generała podporucznika ze starszeństwem z 1 kwietnia 1920 i 2. lokatą w korpusie morskim, co wywołało niezadowolenie m.in. ówczesnego dowódcy Wybrzeża Morskiego Jerzego Świrskiego, który został zatwierdzony w stopniu pułkownika marynarki. Styczeń – marzec 1921 zastępca szefa Departamentu Spraw Morskich M.S.Wojsk. Od lutego 1921 do kwietnia 1922 uczestniczył w konferencjach Ligi Narodów w Paryżu i Barcelonie oraz w Kongresie Ligi Narodów w Genewie.
Następnie był asystentem szefa Sztabu Generalnego, gen. dyw. Władysława Sikorskiego i kierownikiem Referatu Spraw Gdańskich przy Sztabie Generalnym w Warszawie. 20 stycznia 1923 został szefem Biura Wojskowego Ligi Narodów przy Sztabie Generalnym w Warszawie, a od 16 maja 1924 sprawował jednocześnie funkcję generalnego pełnomocnika Kierownictwa Marynarki Wojennej rządu do spraw Westerplatte. Na początku maja 1925 został zwolniony go ze stanowiska szefa Biura Wojskowego, a pod koniec roku przestał być generalnym pełnomocnikiem na Westerplatte. Do momentu przejścia w stan spoczynku 30 kwietnia 1927 pozostawał w dyspozycji szefa Administracji Armii, spełniając różne misje dyplomatyczne. Odszedł z wojska wraz z grupą wielu oficerów Marynarki Wojennej, w której byli także wiceadm. Kazimierz Porębski, kontradm. Wacław Kłoczkowski i gen. bryg. Tadeusz Bobrowski. Zwierkowski twierdził, że w stan spoczynku przeniesiono go bezprawnie, fałszując jego rok urodzenia.
Podczas służby w polskiej Marynarce Wojennej zajmował się głównie sprawami Gdańska. Był autorem licznych publikacji i ekspertyz na ten temat, z których do najważniejszych można zaliczyć opracowania: „Wisła jako najkrótsza i najtańsza komunikacja państwa polskiego z Morzem Bałtyckim”, „O okrętach wojennych niemieckich dla floty polskiej”, „Memoriał w sprawie bandery marynarki handlowej w Gdańsku” oraz „Gdańsk jako port polski”.
Jako członek Zakonu Maltańskiego (w latach 1924-1930), był współautorem „Podręcznika Związku Polskich Kawalerów Maltańskich”.

## Emerytura
Będąc na emeryturze, mieszkał w Warszawie. Zajmował się heraldyką i historią. Odbył wiele podróży zagranicznych. We Francji wplątał się w aferę gospodarczą, związaną z drukowaniem dla Polski papierów wartościowych. Po ujawnieniu sprawy doznał załamania psychicznego i 10 czerwca 1932 popełnił samobójstwo w Casablance.

## Ordery i odznaczenia
- Krzyż Komandorski Orderu Odrodzenia Polski (31 grudnia 1923)[3][4]
- Krzyż Kawalerski Orderu św. Maurycego i Łazarza – Królestwo Włoch
- Krzyż Kawalerski Orderu Wojskowego Marii Teresy – Austro-Węgry
- Order Korony Żelaznej 3. klasy z dekoracją wojenną i mieczami
- Krzyż Zasługi Wojskowej 3 klasy z dekoracją wojenną i mieczami
- Srebrny Medal Zasługi Wojskowej z mieczami na wstążce Krzyża Zasługi Wojskowej
- Brązowy Medal Zasługi Wojskowej z mieczami na wstążce Krzyża Zasługi Wojskowej
- Krzyż Wojskowy Karola
- Złoty Medal Jubileuszowy Pamiątkowy dla Sił Zbrojnych i Żandarmerii
- Krzyż Jubileuszowy Wojskowy